# Greatest Remix Hits 3
Greatest Remix Hits 3 je album z remiksi avstralske pop-dance pevke Kylie Minogue.
21. avgusta 1998 je album izšel pri založbi Mushroom Records samo v Avstraliji.
Vključeval je redke remikse njenih pesmi, izdanih preko založbe PWL Records med letoma 1987 in 1992.

## Seznam pesmi
| CD 1            | CD 1                                          | CD 1    |
| Št.             | Naslov                                        | Dolžina |
| --------------- | --------------------------------------------- | ------- |
| 1.              | „Better the Devil You Know‟ (plesni remiks)   | 7:45    |
| 2.              | „The Loco-Motion‟ (Chuggov remiks)            | 7:41    |
| 3.              | „Glad to Be Alive‟ (remiks)                   | 3:41    |
| 4.              | „The Loco-Motion‟ (remiks)                    | 9:13    |
| 5.              | „Hand on Your Heart‟ (Heartacheov remiks)     | 5:22    |
| 6.              | „Step Back in Time‟ (remiks Hardinga/Curnowa) | 6:46    |
| 7.              | „What Do I Have to Do?‟ (razširjeni remiks)   | 8:08    |
| 8.              | „Word Is Out‟ (remiks)                        | 3:54    |
| 9.              | „No World Without You‟ (originalni remiks)    | 2:54    |
| 10.             | „Do You Dare?‟ (Italijev remiks)              | 5:21    |
| Skupna dolžina: | Skupna dolžina:                               | 60:45   |

| CD 2            | CD 2                                             | CD 2    |
| Št.             | Naslov                                           | Dolžina |
| --------------- | ------------------------------------------------ | ------- |
| 1.              | „Especially for You‟ (originalni remiks)         | 4:59    |
| 2.              | „Wouldn't Change a Thing‟ (Yo Yo-jev remiks)     | 6:38    |
| 3.              | „Never Too Late‟ (Ozov remiks)                   | 5:05    |
| 4.              | „Better the Devil You Know‟ (remiks Davea Forda) | 5:49    |
| 5.              | „Step Back in Time‟ (originalni remiks)          | 8:08    |
| 6.              | „One Boy Girl‟ (remiks)                          | 4:56    |
| 7.              | „Word Is Out‟ (poletni remiks)                   | 7:43    |
| 8.              | „Live and Learn‟ (originalni remiks)             | 5:56    |
| 9.              | „Right Here, Right Now‟ (remiks Tonyja Kinga)    | 7:56    |
| 10.             | „Finer Feelings‟ (remiks Brothers in Rhythm)     | 4:10    |
| 11.             | „Celebration‟ (originalni remiks)                | 4:32    |
| Skupna dolžina: | Skupna dolžina:                                  | 65:52   |